# Танці навколо парового котла
«Танці навколо парового котла» («Tants aurukatla ümber») — радянський двосерійний телефільм 1987 року, знятий режисером Пеетером Сіммом на студії «Eesti Telefilm».

## Сюжет
Фільм знято за романом естонського письменника Матса Траата. Півстоліття з життя одного естонського села: від початку першої світової війни до встановлення радянської влади після розгрому фашизму. Картини життя естонського селянства перемежовуються глибокими роздумами про долі людей у складних соціальних та психологічних умовах.

## У ролях
- Ерно Каасік — головна роль
- Тарво-Ханнес Варрес — головна роль
- Кальє Кійск — Таавет Алілуйк в старості
- Арво Кукумягі — роль другого плану
- Андріс Лепік — роль другого плану
- Сулев Луйк — роль другого плану
- Юрі Ярвет — Ельмар Лісіксепп
- Хейно Мандрі — роль другого плану
- Лайне Мягі — роль другого плану
- Леннарт Мянд — роль другого плану
- Паул Поом — роль другого плану
- Лійна Тенносаар — роль другого плану
- Маргус Терасмеес — роль другого плану
- Іта Евер — роль другого плану
- Юрі Ярвет — роль другого плану
- Юхан Крентс — роль другого плану
- Велло Сиуканд — роль другого плану
- Уве Урбла — роль другого плану
- Рудольф Аллаберт — роль другого плану
- Антс Андер — Ааду Ееснер
- Егерт Солль — роль другого плану
- Райт Мятас — роль другого плану
- Уно Раннавескі — Петтаї, судовий виконавець
- Евалд Аавік — роль другого плану
- Херардо Контрерас — роль другого плану
- Кярт Кросс — Вілма
- Айре Йохансон — роль другого плану
- Георг Янсон — роль другого плану
- Хельме Раттас — роль другого плану
- Інга-Кай Пускар-Полонскі — роль другого плану
- Калью Руувен — роль другого плану
- Арво Круусемент — роль другого плану
- Тармо Лінтам — роль другого плану
- Райво Рюютель — роль другого плану
- Пеетер Коллом — роль другого плану
- Індрек Ріївальд — роль другого плану
- Хярмо Саарм — роль другого плану

## Знімальна група
- Режисер — Пеетер Сімм
- Сценарист — Матс Траат
- Композитор — Ерккі-Свен Тююр